# Rue de l'Académie (Athènes)
Pour les articles homonymes, voir Rue de l'Académie.
La rue de l'Académie (en grec moderne : Οδός Ακαδημίας) est une importante voie d'Athènes.

## Situation et accès
Longue d'1,2 kilomètre elle est située parallèlement à la rue Panepistimíou et à la rue Stadíou.

## Origine du nom
Elle est baptisée en référence à l'Académie d'Athènes.

## Bâtiments remarquables et lieux de mémoire
La rue abrite de nombreux monuments de premier plan, parmi lesquels l'Université, l'Académie et la Bibliothèque nationale de Grèce.

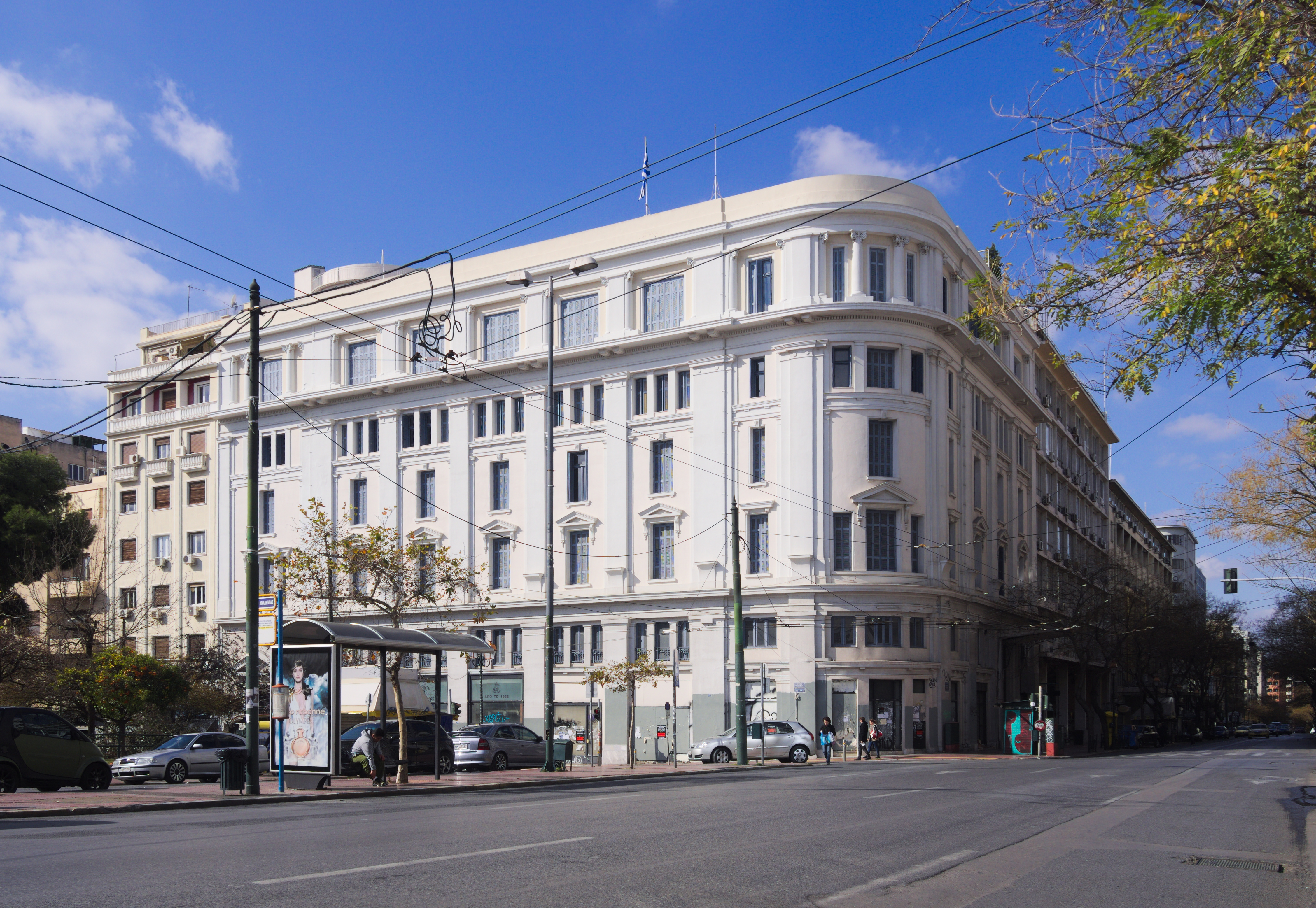
Vue du bâtiment du Club de l'Université, sur la rue de l'Académie.